# MotoGP 13
MotoGP 13 è un videogioco sviluppato da Milestone, basato sul Motomondiale 2013. La data di uscita è 21 giugno 2013 per PlayStation 3, PlayStation Vita, Xbox 360 e PC.
Dopo anni di pausa, e la chiusura di THQ, la Milestone ha sviluppato un nuovo titolo.
Benché graficamente gradevole e una Patch 1.1, ha ancora diversi problemi tecnici, soprattutto nei collegamenti online.

## Telecronisti
- in Italiano: Guido Meda